# Circonscription de Debire Genet
La circonscription de Debire Genet est une des 38 circonscriptions législatives de l'État fédéré du Tigré, elle se situe dans la Zone centre. Sa représentante actuelle est Mamit Tesfay Medhaniye.